# Fotbollskatastrofen i Port Said 2012
Fotbollskatastrofen i Port Said 2012 inträffade den 1 februari 2012 efter match mellan Al-Masry SC och Al-Ahly på Port Said-stadion i Port Said i Egypten. Minst 73 personer dödades sedan tusentals anhängare stormat planen efter att Al-Masry vunnit med 3–1.
Enligt BBC förklarade Egyptens vice hälsovårdsminister att "det är den största katastrofen i landets fotbollshistoria". På grund av olyckan kallades Egyptens parlament in för en nödsession dagen därpå för att diskutera ansvaret. Flera matcher i Egyptiska Premier League avbröts omedelbart.

## Ultras
Enligt New York Times var en betydande orsak inblandningen av så kallade "ultras", som är extrema idrottssupportrar som också varit anstiftare till politiskt våld. Ultras sades vara profana, stökiga, och benägna till oförutsägbart beteende, bland annat genom attacker mot polisen. Gruppen var inblandad i protesterna mot Hosni Mubaraks styre, och har varit inblandad i flera sammanstötningar med ett dussintal dödsfall på Tahrir-torget. Ultras beskylldes också för attacken mot Israels ambassad i Kairo.

## Matchen
|               | 1 februari 2012 | Al-Masry                     | 3 – 1        | Al-Ahly    | Port Said-stadion, Port Said |  |
| 10:00 (UTC+2) | 10:00 (UTC+2)   | Zakaria 72′, 83′ Cissé 90+2′ | Matchrapport | Junior 11′ |                              |  |
| 10:00 (UTC+2) | 10:00 (UTC+2)   |                              |              |            |                              |  |
| 10:00 (UTC+2) | 10:00 (UTC+2)   |                              |              |            |                              |  |

### Planinvasion
Dessutom rapporterades över tusen personer skadade, visa i paniken då publikmassan försökte fly. Videoklipp visar att polisen inte lyckades stoppa grupper från att anfalla varandra med kniv och andra vapen.

## Reaktioner
FIFA:s ordförande Sepp Blatter uttalade sig: "Jag är mycket chockad och sorgsen över att denna kväll höra att ett stort antal fotbollssupportrar dött eller skadats efter en match i Port Said, Egypt. Mina tankar går till de omkomnas familjer denna kväll. Detta är en svart dag för fotbollen. En sådan katastrofal situation är ofattbar och borde inte ske."

### Fotnoter
1. 1 2  ”Egypt: 'At least 73' killed in Egypt football violence”. BBC News Online. 1 februari 2012. http://www.bbc.co.uk/news/world-middle-east-16845841. Läst 1 februari 2012.
2. 1 2 3 4 5  Kirkpatrick, David (1 februari 2012). ”More than 70 killed in Egyptian soccer mayhem”. The New York Times. http://www.nytimes.com/2012/02/02/world/middleeast/scores-killed-in-egyptian-soccer-mayhem.html. Läst 1 februari 2012.
3. ↑  ”FIFA President’s statement on Egypt disaster”. FIFA. 1 februari 2012. Arkiverad från originalet den 8 juni 2013. https://web.archive.org/web/20130608191854/http://www.fifa.com/aboutfifa/organisation/president/news/newsid=1577935/index.html. Läst 1 februari 2012.